# HD62992
HD62992 — хімічно пекулярна зоря спектрального класу
A4 й має видиму зоряну величину в смузі V приблизно  7,9.

## Пекулярний хімічний склад
Зоряна атмосфера HD62992 має підвищений вміст 
Eu
.